# Virginie Surdej
Virginie Surdej (Poznań, 15 december 1978) is een Belgische director of photography en scenarioschrijver.

## Biografie
Virginie Surdej werd in 1978 geboren in Poznań, Polen. Haar ouders waren beiden astronoom. Ze volgde een studie fotografie bij INSAS in Brussel, voordat ze haar studie aan de Filmacademie van Łódź in Polen afrondde. Daarna ging ze aan de slag als stagiair, tweede camera-assistent en in de techniek.
Surdej won in 2018 de Magritte voor beste beeld voor haar camerawerk in Insyriated. Voor haar camerawerk in By the Name of Tania won ze de Bayard d'or de la meilleure photographie (beste cinematografie) op het Festival international du film francophone de Namur 2019. Ze werd in 2020 genomineerd voor de Magritte voor beste beeld voor haar camerawerk in Nuestras madres van César Diaz, die de Caméra d'or won op het Filmfestival van Cannes 2019.
Op het Filmfestival van Cannes 2024 was ze jurylid voor de competitie van de Semaine de la critique-sectie.

## Filmografie
Uitgezonderd korte films
- 2005: Linda & Ali: Two Worlds Within Four Walls
- 2007: La Vie de château
- 2012: Ma belle gosse
- 2013: La Nuit qu'on suppose
- 2014: Comme une envie de moustache
- 2014: L'Année prochaine
- 2015: Much Loved
- 2016: Every Song a Story (eveneens scenario)
- 2016: Wolf and Sheep
- 2017: Dreymar við havið
- 2017: Lida
- 2017: Razzia
- 2017: Szatan kazał tańczyć
- 2017: Insyriated
- 2019: By the Name of Tania
- 2019: Transnistra
- 2019: L'Orphelinat
- 2019: Nuestras madres
- 2019: Adam
- 2020: Haut et Fort
- 2021: Le Cœur noir des forêts
- 2022: Dreaming Walls
- 2022: Jezioro slone
- 2022: Walter Hus, a Musical Journey
- 2022: Le Bleu du caftan
- 2022: Barn av stjerner
- 2023: Luka
- 2024: Au fil des saisons (Funny Birds)
- 2024: Mexico 86
- 2024: Everybody Loves Touda
- 2024: The Last Paradise on Earth
- 2024: Fuga

## Prijzen en nominaties
De belangrijkste:
| Jaar | Prijs                                               | Categorie                                | Film                 | Uitslag     |
| ---- | --------------------------------------------------- | ---------------------------------------- | -------------------- | ----------- |
| 2020 | Magritte du cinéma                                  | Beste beeld                              | Nuestras madres      | Genomineerd |
| 2019 | Festival international du film francophone de Namur | Bayard d'or de la meilleure photographie | By the Name of Tania | Gewonnen    |
| 2018 | Magritte du cinéma                                  | Beste beeld                              | Insyriated           | Gewonnen    |